# امامان مستور اسماعیلی
پیشوایان اسماعیلی بعد از محمدبن اسماعیل (نوه جعفر صادق) به دو دسته تقسیم شدند که دسته‌ای ائمه مستور بودند و مخفیانه در شهرها می‌گشتند؛ در صورتی که دعات ایشان آشکارا مشغول دعوت بودند. بعد از ائمه مستور دور به عبید الله مهدی رسید که دعوت خود را آشکار کرد. به اعتقاد اسماعیلیان بعد از او اولادش پشت به پشت امامند و هر که در مخالفت با آنان بمیرد، به مرگ جاهلیت مرده‌است (ماتَ میتةً جاهلیة) . اسماعیلیان در دعوت خود مراحلی خاص را رعایت می‌کردند و دعات آنان بر حسب درجات معین می‌شدند. آخرین مرتبه معتقدان به این مذهب مرتبه (حجت) بود که از بین دعات، عده‌ای معدود توانستند حائز آن رتبه گردند. از میان دعات ایرانی ناصر خسرو و حسن صباح این رتبه را داشتند.

## محمد بن اسماعیل و پسرش عبدالله
در مورد محمد بن اسماعیل (نوه جعفر صادق) و اینکه او بعد از مرگ خود فرزندی داشته یا نه؟
میان مورخان و نویسندگان ملل و نحل اختلاف است. ابو منصور عبدالقادر بغدادی صریحا می‌گوید که : «علمای انساب برآنند که محمد بن اسماعیل، بلا عقب بوده‌است». علامه محمد قزوینی متذکر می‌شود که این گفته خطای صریح و غلط فاحش و سهو واضح است. نسل محمد بن اسماعیل به تصریح عموم علماء انساب، مانند صاحب عمده المطالب و مقریزی در اتعاظ الحنفاء که از ابن حزم آندلسی و جوالی و شریف ادریسی نقل کرده‌اند، متذکر شده‌اند که محمد بن اسماعیل دارای دو پسر به نام‌های اسماعیل ثانی و جعفر شاعر بوده‌است. 
- مرحوم قزوینی گوید :

«چنانچه سمعانی تصریح می‌کند که محمد بن اسماعیل قبل از پدرش اسماعیل وفات یافت. و حال آن که محمد بن اسماعیل سی و چهار سال دیگر بعد از پدر خود اسماعیل، در حیات است. زیرا که وفات اسماعیل بن جعفر الصادق، بر حسب اختلاف اقوال، چنانکه گذشت در سنه ۱۳۳ یا ۱۳۸ یا ۱۴۵ هجری بوده و وفات محمد بن اسماعیل گر چه التحقیق معلوم نیست ولی تقریباً محقق است که وی تا سنه ۱۷۹ هجری که هارون الرشید در آن سال سفری به حجاز نمود در حیات بوده و در آن موقع نزد خلیفه مزبور از امام موسی کاظم سعایت نموده و پس واضح است که وی ۴۶ یا ۴۱ به اقل تقدیرات ۳۴ سال دیگر پس از وفات پدر خود اسماعیل زیست نموده‌است.» .

## آیا میمون قداح همانا محمد بن اسماعیل بوده‌است؟
عارف تامر در باب محمد بن اسماعیل شرحی می‌نویسد که با آنچه در منابع و مآخذ تاریخی مندرج است اختلاف دارد. او معتقد است که محمد بن اسماعیل برای گمراه کردن عمال عباسیان که در تعقیبش بودند خود را میمون قداح نامید. در حالی که برای امام مستور محمد بن اسماعیل که همانا خودش بود تبلیغ می‌کرد. باید گفت که وی در کتاب خود (القرامطه) ماخذ این گفته را ذکر نمی‌کند و ظاهراً استنباط خودش می‌باشد که احتیاج به بررسی دارد.
- بخشی از ترجمه القرامطه نوشته عارف تامر :

محمد بن اسماعیل به سال ۱۴۱ هجری در مدینه متولد شد و پس از مرگ پدر مورد توجه مردم قرار گرفت در حالی که چهارده سال بیشتر نداشت. او از ترس هارون الرشید که در قلع و قمع انقلابات و دعوت‌های امامیه مشهور بود با اضطرابی که داشت مدینه را ترک گفت و به کوفه سپس به فرغانه و نیشابور رفت و فعالانه دعوت خود را با نان مستعار میمون قداح برای گمراه کردن عباسیان به عمل آورد.این در حالی بود که این موضوع برای نزدیکترین مقربانش مخفی بود.میمون قداح از نیشابور به نهاوند آمد و با دختر ابی منصور بن جوشن امیر آنجا ازدواج کرد و سپس عازم تدمر سوریه شد . مکانی که می‌بایست در آنجا اقامت کند و دعوت خود را منتشر کند.غرس نهال اندیشه‌های اسماعیلی و شکوفایی آن در این زمان به وقوع پیوست.
- عارف تامر سپس می‌گوید :

عبدالله بن محمد به سال ۱۷۹ هجری در نیشابور به دنیا آمد. القاب او چنین است : الرضی، الناصر، العطار، عبدالله اکبر، عبدالله بن میمون قداح، حجت امام غایب. معروف است که او معاصر رشید بود و عصر مامون را درک کرد.در دوران او قیام اسماعیلیه به صورت کاملی درآمد بدون اینکه دعات اسماعیلیه به هویت او =ی ببرند.عبدالله از فرغانه به دیلم آمد در حالی که حسین برادرش با او بود. در دیلم با دختری علوی ازدواج کرد و از او فرزندی به نام احمد به وجود آمد که بعدها جانشین او شد. وی مدتی در دیر عصفورین مستقر بود و در حین عزلت به تألیف پرداخت.پس از مدتی دعات او را به سلمیه بردند.دعات شایع کردند که وی بازرگانی ایرانی است که کوشش در پیشرفت امور تجاری دارد.عبدالله در سلمیه به اتفاق دعات خود رسائل اخوان الصفا و خلان الوفا را تألیف کرد. اما برادران او میان نهاوند و ری و نیشابور و خوارزم پراکنده شدند و مورد تعقیب و ترور عباسیان قرار گرفتند.در زمان وی نهضت قرمطیان در نواحی کوفه و سوریه و یمن قوت گرفت و کسانی که دارای افکار اسماعیلی بودند در این زمان به قرمطی موسوم شدند. اصل این تسمیه از ناحیه دمشق مایه گرفته سپس در همه جا تعمیم یافت.عبدالله به سال ۲۱۲ هجری وفات یافت و در سلمیه به خاک سپرده شد. آرامگاه او به نام امام اسماعیل معروف است.
- علامه قزوینی این گفته را که عبدالله بن میمون معاصر هارون الرشید بوده‌است را رد می‌کند و او را از خواص جعفر صادق می‌داند چنانکه =درش میمون قداح را از خواص محمد باقر می‌داند.[۶]

## هویت میمون قداح از نظر مولفان مختلف
- ابن الندیم در الفهرست گوید:

ابوعبدالله رزام در کتابی که بر رد اسماعیلیه نوشته و پرده از مذاهب آنان برداشته گفتاری دارد که ما آنرا با همان الفاظ در اینجا می‌آوریم و عهده دار صدق و کذب او نیستیم. وی می‌گوید : عبدالله بن میمون معروف به قداح از مردم قوزح العباس نزدیک اهواز بود. پدرش میمون که فرقه معروف میمونیه منسوب به اوست پیروی خود را از دعوی ابوالخطاب محمد بن ابو زینب در خدا بودن امام علی آشکار ساخت.میمون و پسرش هر دو از دیصانیان بودند.عبدالله پس از مدتی به عسکر مکرم(مکانی نزدیک شوشتر امروزی بوده‌است) نقل مکان کرد ولی چون در سختی و فشار قرار گرفت از آنجا به سباط نوح(بلاش آباد در نزدیکی مداین منسوب به بلاش بن فیروز ساسانی)رفت.پس از آن به بصره رفت و به گروهی از فرزندان عقیل بن ابیطالب در آمد.و از آنجا به سلمیه در نزدیکی حمص رفت. در آنجا کشت زارهایی خریده و دعات خود را به اطراف کوفه گسیل داشت و در همین محل با حمدان بن اشعث ملقب به قرمط آشنا شد...
- حناالفاخوری و خلیل الجر در تاریخ فلسفه در جهان اسلام گویند :

هر امامی را حجتی بود و میمون قداح حجت اسماعیل و عبدالله بن میمون حجت عبدالله بن محمد و پسرش احمد بود.عبدالله بن میمون مهمترین شخصیتی است که اسماعیلیه به خود دیده‌است. او دریافت که چگونه از ضعف خلافت عباسی جهت رواج دعوت اسماعیلی استفاده کند و چگونه از انقسام فرق شیعه به حنیفیه و حسنیه و حسینیه بهره گیرد و آن‌ها را در زیر لوای امامت اسماعیل بن جعفر الصادق گرد آورد.او می‌خواست دین جدیدی بیاورد که شامل همه ادیان باشد و شیعی و سنی و مسیحی و یهودی و مجوسی را راضی کند.
- علامه محمد قزوینی در جهنگشا گوید :

درباره اصل و نسب عبدالله و طریقه و مذهب و عصر او اختلافات عظیمی است. در عموم کتب رجال شیعه تقریباً بلا اسثنا مانند رجال کشی و فهرست نجاشی و خلاصه علامه حلی و مجالس المومنین ششتری و منهج المقال میرزا محمد استرابادی و احادیث از آن حضرت شمرده‌اند و نسب او را عبدالله بن میمون بن اسود قداح از اهالی مکه از موالی بنی مخزوم ضبط کرده و گفته‌اند که وی تیرگر و تیر تراش بود و به این مناسبت به قداح معروف شده‌است. در کتب معتبر احادیث شیعه نیز از قبیل کافی کلینی و من لایحضره الفقه شیخ صدوق و تهذیب شیخ طوسی آمده که عبدالله چون آن احادیث را از جعفر صادق روایت کرده بنابراین وی معاصر صادق بوده‌است.

## هویت عبدالله بن میمون بر اساس اعتقادات شیعیان اثنی اشری(۱۲ امامی)
شخص عبدالله بن میمون یکی از راویان اصلی و مهم حدیث در مذاهب شیعیان(و حتی اهل تسنن) محسوب می‌شود که بسیاری از راویان معتبر شیعه از جمله شیخ صدوق و کافی و مفید و طوسی و ... اکثر احادیث معتبر خود را اقتباس از روایات عبدالله بن میمون می‌دانند. با این وجود قبول این مسئله که عبدالله از داعیان اسماعیلی یا اصالتی غیر عرب و اهوازی داشته‌است و موارد دیگر، شبهه جدی در روایات احادیث شیعیان وارد می‌کند. بر همین اساس شیعیان بر پایه مندرجات کتاب‌های شیعه، عبدالله بن میمون را یکی از یاران و راویان جعفر صادق و احتمالا محمد باقر و مؤلف چند کتاب و از موالی بنی مخزوم و اهل مکه می‌دانند و تعاریف و استنادات دیگر را رد و آن را توطئه‌ای برای پاپوش درست کردن برای راویان اصلی امامان شیعه می‌دانند  و اعتقاد بر این دارند که عبدالله بن میمون هیچ رابطه‌ای با اهواز و تشکیلات اسماعیلیان نداشته‌است. در زیر به پاره‌ای از استنادات شیعیان در این مضمون (صحت اظهارات عامه رجال نویسان شیعی از قدیم و جدید در معرفی عبدالله بن قداح)می پردازیم:
- اولا عبدالله بن میمون، برای شیعه ناشناخته نبوده که از پیوندهای فکری و تشکیلاتی او با اسماعیلیان بی خبر بمانند، بلکه محدثان اقدم شیعه، روابط بس استواری با او داشته واحادیث بسیاری با اسانید متصل و صحیح از او روایت کرده‌اند و بسیاری از آنان، مستقیما از او حدیث فراگرفته‌اند و از آن میان:

1. جعفر بن محمد اشعری که روایات فراوان او از عبدالله بن میمون در ابواب مختلف کافی وتهذیب آمده‌است.
2. حسن بن علی بن فضال م. ۲۲۴ که روایات او از عبدالله در دو کتاب فوق و در استبصارطوسی آمده‌است.[۱۲]
3. حماد بن عیسی که روایات فراوان او از عبدالله در سه کتاب مزبور و در من لا یحضره الفقیه صدوق آمده‌است.
4. احمد بن اسحاق بن سعد که روایت او از عبدالله در من لا یحضره الفقیه آمده‌است.
5. محمد بن حسن بن جهم که روایت او از عبدالله در تهذیب و استبصار آمده‌است.
6. عبدالله بن مغیره که روایت او از عبدالله در تهذیب آمده‌است.[۱۳]
7. ابراهیم بن هاشم قمی و
8. ابوطالب عبدالله بن صلت قمی، که طوسی به روایت آن دو ازعبدالله اشاره کرده‌است.
9. ابو خالد صالح قماط که کشی روایت او از عبدالله را آورده‌است.[۱۴]

کثرت روایات شیعه از ابن میمون با اسانید پیوسته و درست را از اینجا می‌توان دریافت کرد که مرحوم آیت‌الله خویی نزدیک هفتاد مورد از روایات وی را که تنها در کتب چهارگانه شیعه آمده، یاد کرده‌است.

### در منابع سنتیان به‌نقل از شیعیان در رد اسماعیلی‌بودن میمون بن قداح
محدثان و محققان علمای سنت که بسیاری از ایشان در اعصار نزدیک به عصر عبدالله بن میمون می‌زیسته یا با او معاصر بوده و حتی با وی رابطه داشته و مستقیما، یا با اسانید متصل، از او حدیث فراگرفته‌اند، هیچ اشاره‌ای به ارتباط او با اسماعیلیان نکرده اند؛ اینک داوری‌های محدثان و رجال شناسان بزرگ سنتی در دست است - از آن میان است: بخاری(م.۲۵۶)، ابوزرعه (م.۲۶۴)، ابوحاتم (م.۲۷۷)، ترمذی (م.۲۷۹)، نسائی (م.۳۰۳)، ابوجعفرعقیلی (م.۳۲۲)، ابن ابی حاتم (م.۳۲۷)، ابن حبان (م.۳۵۴)، ابن عدی (م.۳۶۵)، حاکم(م.۴۰۵)، ابونعیم (م.۴۳۰)، ابن جوزی (م.۵۹۷)، ذهبی (م.۷۴۸)، ابن حجر عسقلانی(م.۸۵۲) و... - و خلاصه اظهارات همه آنان این که: عبدالله بن میمون، از موالی بنی مخزوم، واصحاب جعفر صادق، مقیم مکه و در جرگه محدثان بوده، از برخی محدثان سنی حدیث آموخته و به برخی دیگر از آنان حدیث آموخته، و اینکه: از چه کسانی روایت می‌کند و چه کسانی از او روایت می‌کنند و مرویات وی چقدر اعتبار دارد؟ و با اینکه اکثر نامبردگان - ظاهرابه دلیل گرایش‌های شیعی عبدالله بن میمون - منقولات وی را صد در صد در خور اطمینان نمی‌دانند، ولی هیچ یک از نسبتهایی را که ردیه نویسان بر اسماعیلیان به وی داده‌اند، به او نداده‌اند، و حتی اشاره‌ای به اینکه او از غالیان یا اهل بدعت و اسماعیلیان بوده نکرده‌اند،  باآنکه خصوصاً برخی از ایشان مانند ذهبی، کوشیده‌اند که هر چند نقطه ضعف در راویانی مثل وی - با گرایش‌های شیعی - بیایند مطرح کنند تا بی اعتباری روایات وی هر چه بیشترآشکار گردد، و آن گاه حتی یکی از اتهاماتی که ردیه نویسان بر اسماعیلیان، به عبدالله بن میمون می‌زنند، کافی بود که او را نه تنها از جرگه راویان حدیث، بلکه از جرگه مسلمانان خارج کند و در صف دشمنان سرسخت اسلام درآورد، در حالی که بسیاری از محدثان اهل سنت، روایات وی را نقل و بدان استناد جسته‌اند - از جمله ترمذی یکی از شش محدث بزرگ سنی که حدیث وی را آوردهاند.

### تعدد عبدالله بن میمون قداح؟
برخی از علمای شیعه، برای جمع میان گفته‌های شیعیان و اسماعیلیان در باب عبدالله بن میمون قداح، احتمال داده‌اند که دو تن به این نام بوده‌اند، ولی این احتمال وجهی ندارد;زیرا در متون تاریخی بسیار قدیمی و منابع معتبر شیعه و سنی و حتی در منابع اولیه اسماعیلیان، هیچ اشاره‌ای به رابطه عبدالله بن میمون با اسماعیلیان نیست که ناگزیر باشیم به واقعیت تاریخی فردی با چنین ویژگی گردن نهیم و سپس به وجودی جدا از عبدالله بن میمون، یار جعفر صادق برای وی قائل شویم؛ علاوه بر اینکه میمون و لقب قداح در میان عرب چندان زیاد نیست که فرض تعدد را تقویت کند.

## احمد بن عبدالله
به گفته عارف تامر :
احمد بن عبدالله در سال ۱۹۸ هجری در سلمیه به دنیا آمد و پس از نشو و نما آن محل را مرکز نشر تعالیم اسماعیلی قرار داد و دعاتی به اطراف گسیل داشت. او حامی بزرگ دانش بود و رساله (الجامه لاخوان الصفا هم و خلان الوفا) بدو منسوب است. او دو فرزند به نامهای حسین و سعید داشت. به صورت ظاهر سفرهای زیادی می‌کرد ولی در حقیقت این مسافرت‌ها در راه نشر و افکار اسماعیلی و دعوت مردم به این مذهب بود. لقبش (الوفی) و معاصر با مامون عباسی بود و در انقلابات مردمی علیه او شرکت داشت.به سال ۲۶۵ هجری در مصیاف سوریه به سن ۶۷ سالگی در گذشت و در جبل مشهد به خاک سپرده شد.او خود را احمد بن عبدالله بن میمون قداح معرفی می‌کرد.

## حسین بن احمد
در مصیاف سوریه به سال ۲۱۹ هجری به دنیا آمد. مرکز اقامتش در شهر سلمیه بود . او به داشتن ثروت و مال فراوان شهرت داشت . از جمله القاب او مرتضی، مقتدی، زکی، هادی و نقی بود.او رساله اخوان الصفا را خلاصه کرده و جامعه الجامعه نامید. وی علاقه زیادی به هاشمیان ساکن سلمیه داشت. در نجف، ابن حوشب و علی بن فضل جیشانی داعیان آنجا را که دعوت برای حسن عسکری می‌کردند ملاقات و در آنجا در آن‌ها نفوذ یافته و هر دو را به سلمیه فراخواند. سپس با آماده ساختن آن‌ها هر دو را برای امر تبلیغ به یمن گسیل داشت. در زمان او اعزام ابی عبدالله شیعی و برادرش ابی العباس به سوی مغرب صورت گرفت و دولت عباسیان دچار ضعف و انحطاط گردید.حسین بن احمد در سلمیه در گذشت و در آرامگاه جدش عبدالله بن محمد به خاک سپرده شد. او به حسین بن احمد اهوازی معروف بود و به رسم نیاکان در حال استتار زندگی می‌کرد.